# Politica dell'India
L'India è una repubblica federale.

## Governo
Il governo centrale esercita i suoi ampi poteri amministrativi nel nome del presidente, che ha invece poteri essenzialmente cerimoniali. Il presidente, assieme al vicepresidente, è eletto per un mandato di 5 anni da un collegio elettorale speciale. Il vicepresidente assume la presidenza nel caso di morte o dimissione del presidente.
Il Consiglio dei ministri, a cui è affidato il potere esecutivo, è guidato dal primo ministro. Il presidente rinomina il primo ministro, che è designato dal partito o dalla coalizione di maggioranza in parlamento. Il presidente nomina poi i ministri su consiglio del primo ministro. In realtà, il presidente non ha alcun potere di scelta nella nomina del primo ministro, fatta eccezione la mancanza di una chiara maggioranza nel Lok Sabha, verso cui il Consiglio dei ministri è collettivamente responsabile.

## Partiti politici
L'India è una federazione di stati. Pertanto la Camera bassa (Lok Sabha) vede la presenza sia di partiti di rilievo federale, sia di partiti regionali. Il sistema elettorale utilizzato è il first-past-the-post (maggioritario uninominale a un turno): il territorio indiano è diviso in 543 circoscrizioni, tanti quanti sono i candidati da eleggere; ogni partito presenta un solo candidato in ogni circoscrizione; il candidato che raccoglie più voti viene eletto. 
Questo sistema ha permesso a partiti, presenti tante volte nell anno solo in alcuni stati, di avere una cospicua rappresentanza parlamentare, anche se a livello federale la loro percentuale di consensi è alquanto limitata. A differenza, infatti, di Regno Unito o Stati Uniti d'America, dove il sistema maggioritario uninominale ad un turno ha determinato la presenza di due partiti di grandi dimensioni, in India i partiti presenti alla Camera bassa sono 38, 10 dei quali con più di 10 deputati.
Partiti federali:
- Congresso Nazionale Indiano (INC), socialdemocratico;
- Partito Popolare Indiano (Bharatiya Janata Party BJP), nazional-conservatore;
- Partito della Società Maggioritaria (Bahujan Samaj Party, BSP), populista-socialista;
- Partito Comunista d'India (marxista-leninista) Liberazione, comunista;
- Partito del Congresso Nazionalista (NCP), populisti-centristi;
- Partito Socialista (Samajwadi Party, SP), socialista;
- Partito Popolare Nazionale (Rashtriya Janata Dal, RJD);
- Partito Comunista d'India (CPI), comunista;
- Partito Comunista d'India (Marxista) (CPI(M)), comunista.

## Parlamento
Il potere legislativo è affidato a un parlamento bicamerale, composto da una camera alta, il Rajya Sabha (Consiglio degli Stati) e dal Lok Sabha (Camera del Popolo). Il parlamento indiano nacque nel 1919 con il Government of India Act 1919. 

### Rajya Sabha
Il Rajya Sabha (Devanagari: राज्य सभा) è la camera alta ed è composto da 245 membri, dodici dei quali sono scelti dal Presidente sulla base delle loro competenze artistiche, letterarie, scientifiche e sociali. Gli altri membri sono eletti dai parlamenti degli Stati e dei Territori. I membri rimangono in carica per sei anni e vengono rinnovati ogni due anni per un terzo. Il Rajya Sabha non è dunque soggetto a scioglimento. Ha gli stessi poteri della camera bassa, fatta eccezione per i finanziamenti, dove i poteri del Lok Sabha sono prevalenti.
Gli Stati e Territori inviano al Rajya Sabha un numero di parlamentari proporzionale alla popolazione. Il vicepresidente della Repubblica è Presidente del Rajya Sabha ex-officio.

### Lok Sabha
Il Lok Sabha è composto da 543 membri. Il governo è collettivamente responsabile verso il Lok Sabha. Le elezioni si tengono ogni 5 anni. Le ultime elezioni si sono tenute fra maggio e giugno 2024.